# Vierge à l'Enfant (Neroccio)
Pour les articles homonymes, voir Vierge à l'Enfant.
La Vierge à l'Enfant (en italien : Madonna col Bambino) est une peinture religieuse sur panneau de bois de peuplier de 35,5 × 26,6 cm réalisée vers 1490 par Neroccio di Bartolomeo de' Landi et conservée au Musée des Beaux-Arts de Dijon.

## Histoire
Ce petit panneau est acheté 65 000 francs par Hermann Göring à Pierre Landry par l'intermédiaire du marchand allemand Walter Bornheim. Il semble cependant que le prix payé par Göring ait été de 100 000 F pour cette œuvre alors attribuée à Francesco Botticini. Le panneau acquis 65 000 F étant  La Vierge à l'Enfant accompagnée d'un ange , une autre œuvre de Neroccio — celle-ci perdue —, en panneau cintré de 95 × 51 cm et pourvue du numéro d'inventaire Munich 5107 (MNR 244). 
La Vierge à l'Enfant de Neroccio entre le 15 mars 1941 dans la collection Hermann Göring sous le numéro d'inventaire RM 781. Lors de la débâcle allemande, il est mis à l'abri à Berchtesgaden sous le numéro 2344. Transféré peu après au Munich Central Collecting Point le 6 août 1945, il y est alors enregistré sous le numéro 7394. Le panneau est rapatrié vers la France par le douzième convoi en provenance de Munich le 19 septembre 1946 à destination du siège de la commission de récupération artistique. Il est retenu lors de la quatrième commission de choix des œuvres de la récupération artistique et est attribué au musée du Louvre (département des peintures) par l'Office des biens et intérêts privés en 1950, puis déposé au musée des Beaux-Arts de Dijon en 1952 (numéro de dépôt : 4028).

## Attribution
Autrefois attribué à Sano di Pietro, ce tableau, très voisin de La Vierge et l'Enfant entre saint Jean Baptiste et saint Antoine de Neroccio di Landi au Louvre, a été rendu à ce peintre en 1955 par Michel Laclotte, qui l'a également rapproché d'une Madone du Musée de Berlin (Hans Posse, 1909, p. 64, no 63 A), de la Madonna col Bambino tra i santi Bernardino e Caterina de la Pinacothèque nationale de Sienne, et d'un stuc à l'Art Institute de Chicago, situant tout le groupe entre 1480 et 1492, période médiane de l'activité du peintre.

## Description
Ce petit tableau de dévotion privée représente la Vierge Marie avec l'Enfant Jésus, sujet récurrent dans la peinture chrétienne de la Renaissance italienne et répertoire de prédilection de Neroccio.
Dans le panneau de Dijon, quelques repeints et de légers soulèvements de la pellicule picturale n'affectent pas le dessin très pur de l'ovale du visage, des paupières mi-closes et de la main de la Vierge, dans la tradition de Simone Martini, tandis qu'apparaît en même temps le souci d'un modelé délicat. Dans l'auréole de la Vierge on peut lire : « ... DOMINE TECUM ».

## Sources
- Michel Laclotte, Les Peintres siennois et florentins des XIVe et XVe siècles dans les musées de province français, Paris, Thèse pour le diplôme d'études supérieures de l'École du Louvre, 1955.Reproduction du tableau no 37, décrit p. 174. Thèse non publiée.
- (en) Gertrude Coor, Neroccio de' Landi 1447-1500, Princeton, New Jersey, Princeton University Press, 1961, 235 p., 30 x 23 cm
- Marguerite Guillaume, Catalogue raisonné du Musée des Beaux-Arts : peintures italiennes, Dijon, 1980.Reproduction du tableau no 80.
- Jacques Foucart et Dominique Thiébaut, Catalogue sommaire illustré des peintures du Musée du Louvre, Italie, Espagne, Allemagne, Grande-Bretagne et divers, t. II, Paris, Réunion des Musées Nationaux, 1981.Reproduction du tableau p. 284.
- Claude Lesné et Anne Roquebert, Catalogue des peintures MNR, t. II, Paris, Réunion des Musées Nationaux, 2004.Reproduction du tableau p. 589.
- (en) Nancy H. Yeide et Robert M. Edsel (introduction), Beyond the Dreams of Avarice : The Hermann Goering Collection, Dallas, Laurel Publishing, 2009, 518 p..Reproduction du tableau p. 119.